# Harry Schmitt
Harry Schmitt (* 17. September 1919 in Halle/Saale; † 27. Oktober 1999 in Berlin) war ein deutscher KPD-Funktionär und Leiter der DKP-Militärorganisation Gruppe Ralf Forster.
Schmitt war der Sohn des Reichstagsabgeordneten und späteren  bayerischen Staatsministers Heinrich Schmitt. 1933 ging seine Familie nach Moskau ins Exil. In Moskau besuchte er die Karl-Liebknecht-Schule. 1934 in den Komsomol aufgenommen, arbeitete er als Schlosser in einem Forschungsinstitut. Nach der Verurteilung seines Vaters 1935 in Deutschland wurde ihm und seiner Mutter, Anna Schmitt, die deutsche Staatsbürgerschaft aberkannt. 1936 erhielt er die Staatsbürgerschaft der UdSSR.
Am 17. Februar 1938 wurde er von der Geheimpolizei des NKWD wegen einer angeblichen Zugehörigkeit zur Hitler-Jugend in Moskau verhaftet. In der Lubjanka schwer misshandelt, wurde er am 10. Oktober 1938 zu fünf Jahren Arbeitslager verurteilt. 1940 wurde Schmitt nach Intervention von Georgi Dimitrow und Wilhelm Pieck aus dem Moskauer Butyrka-Gefängnis entlassen sowie von der Militär-Staatsanwaltschaft rehabilitiert.
Am 22. Juni 1941, dem Tag des Überfalls auf die Sowjetunion, wurde Schmitt  Mitglied der KPD, Freiwilliger in der Roten Armee. Er diente als Militäraufklärer hinter der Front im besetzten Gebiet der Sowjetunion. Am 22. Februar 1942 wurde er im Raum Minsk vom deutschen SD (Sicherheitsdienst) gefangen genommen und im SD-Gefängnis und späteren Vernichtungslager Maly Trostinez inhaftiert. Am 19. September 1942 gelang ihm die organisierte Flucht und von der sowjetischen Militäraufklärung angewiesene Befreiung.
Ab 1943 wurde er weitgehend als Einzelkämpfer in Deutschland eingesetzt. Das Ende des Krieges erlebte er als Gardehauptmann in einer Gruppierung der 2. Bjelorussischen Front nördlich von Berlin.
Für seine Leistungen im Krieg erhielt er sechs Medaillen und drei Orden u. a. den Orden des Roten Sterns und den Rotbannerorden, zwei Medaillen für Tapferkeit, die Medaille „Den Partisanen des Vaterländischen Krieges“ 1. Klasse und die Medaille „Für die Verteidigung Moskaus“.
Im Sommer 1945 wurde er aus der Roten Armee als Gardehauptmann entlassen und lebte zunächst in Bayern. Harry Schmitt arbeitete in unterschiedlichen leitenden Funktionen in der KPD. Zeitweilig war er Leiter der Parteikontrollkommission.
1953 übersiedelte er aus Düsseldorf in die DDR. Er arbeitete weiterhin in der KPD. Anfang der 1960er Jahre war er Sekretär des Politbüros und des Sekretariats des ZK der KPD. Ab 1968 lebte er in Frankfurt am Main und war in der neugegründeten Deutschen Kommunistischen Partei tätig. Seit 1988 lebte er wieder in Berlin.
Er war Leiter der paramilitärischen Organisation Gruppe Ralf Forster.
Schmitt war mit Edith Schmitt (1930–2023) verheiratet und hatte mit ihr vier Kinder.